# Bavelse Sogn
Bavelse Sogn 
ist eine Kirchspielsgemeinde (dän.: Sogn)
auf der Insel Sjælland im südlichen Dänemark.
Bis 1970 gehörte sie zur Harde Tybjerg Herred im damaligen Præstø Amt, danach zur Suså Kommune im Storstrøms Amt, die im Zuge der  Kommunalreform zum 1. Januar 2007 in der Næstved Kommune in der Region Sjælland aufgegangen ist.
Im Kirchspiel leben 141 Einwohner (Stand: 1. Januar 2023).
Im Kirchspiel liegt die Kirche „Bavelse Kirke“.
Nachbargemeinden sind im Norden Næsby Sogn, im Osten Glumsø Sogn, im Südosten Skelby Sogn und im Süden Gunderslev Sogn.